# Parkudden-Lövsta naturreservat

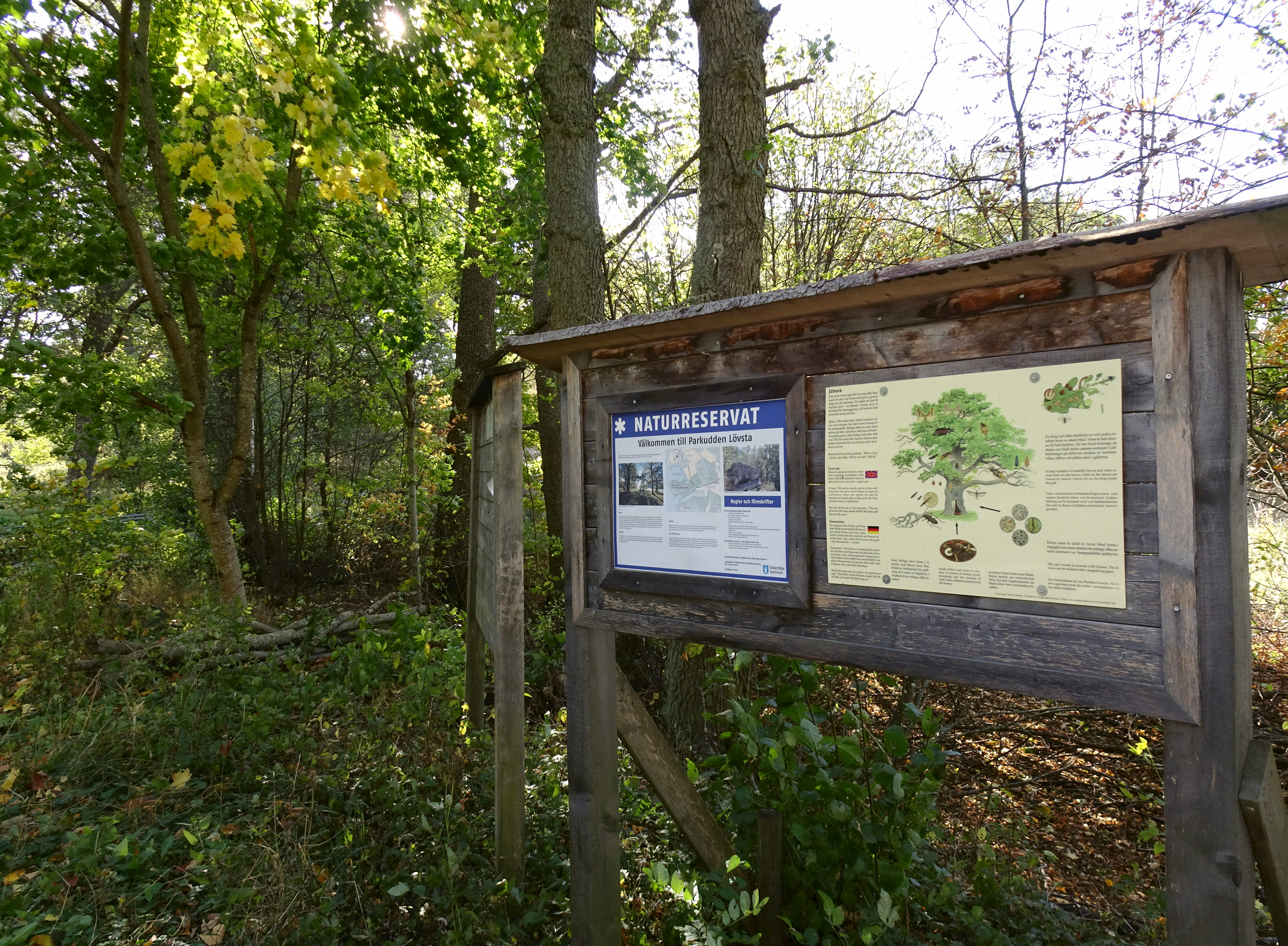
Infotavla vid entrén.

Parkudden-Lövsta naturreservat (Parkuddens naturreservat) är ett naturreservat i Södertälje kommun i Stockholms län. Reservatet ligger i västra delen av Enhörnalandet, strax söder om Lövsta gård.

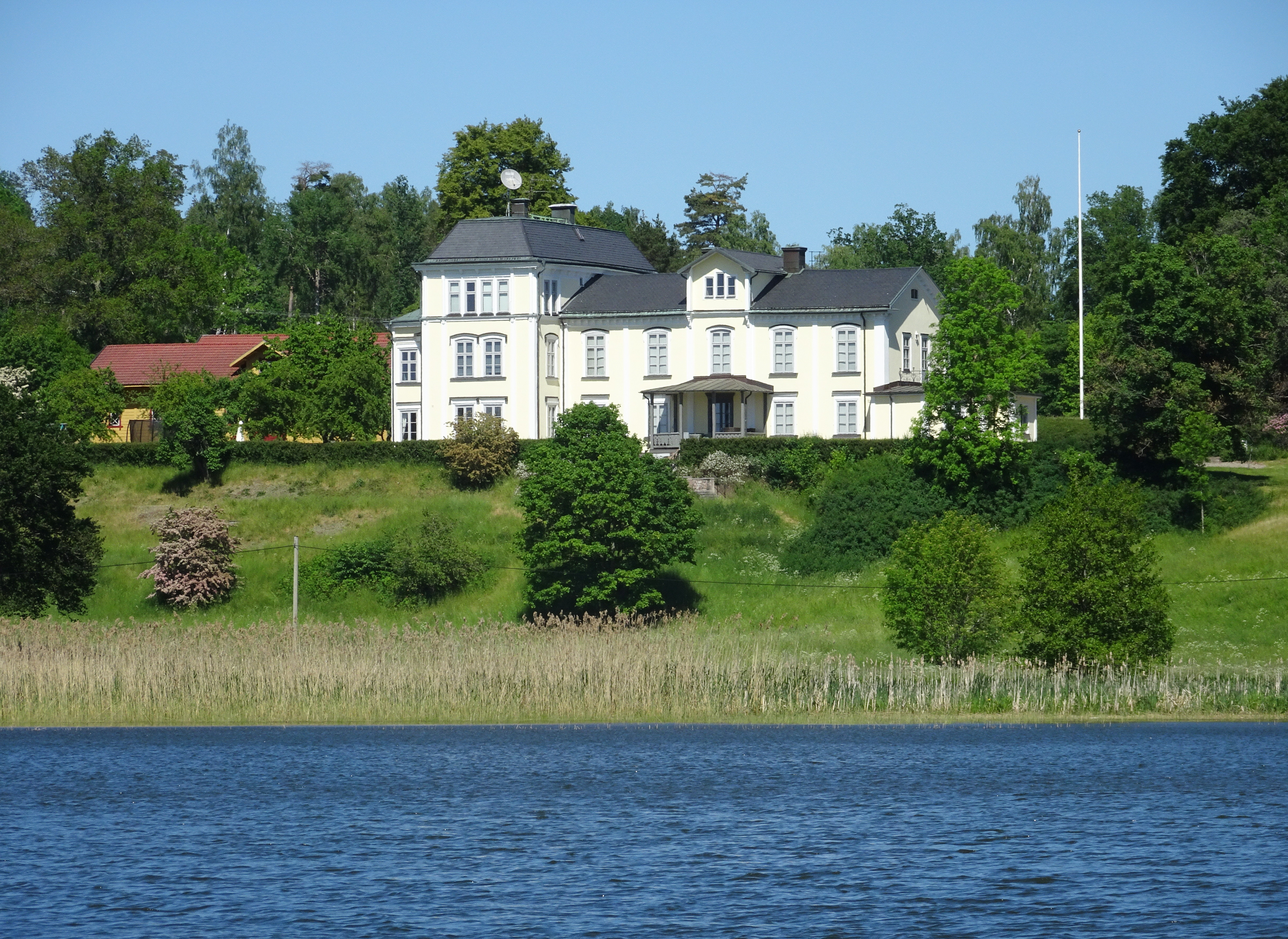
Lövsta herrgård, vy från Parkudden över Lövstaviken

## Allmänt
Reservatet bildades 1992 och omfattar 19,8 hektar land. Markägare är Lövsta gård och förvaltare är Miljökontoret i Södertälje kommun. Sedan 1999 har området, liksom andra naturvårdsområden, fått benämningen naturreservat. År 2009 fattades beslut om ändring av gränser, bestämmelser samt fastställelse av ny skötselplan. Enligt kommunen är syftet med reservatet bland annat att "bevara och vårda delar av ett gammalt herrgårdslandskap intill Mälarens strand för att ge besökare rika natur- och kulturupplevelser".

## Beskrivning
Parkudden, en udde i Mälaren, ligger till största delen i reservatet. I östra delen av reservatet ingår en del av berget Bålaren. En promenadstig sträcker sig runt Parkudden och ger besökaren vackra utblickar över Mälaren och Älgön. En markerad stig leder upp till uddens högsta punkt, där finns den så kallade stensoffan. På udden växer bland annat grova ädellövträd samt silvergranar. Granarna importerades av friherren Johan Nordenfalk den yngre (dåvarande ägare av Lövsta gård) och planterades på 1880-talet. Han lät även anlägga en naturromantisk park med slingrande stigar, stentrappor och ett lusthus. 
Vid viken på södra sidan låg Lövsta tegelbruk som anlades mellan 1876 och 1879. Här fanns tegellada, arbetarkasern, ugnar, räls och lastbrygga intill vattnet. Produktionen av murtegel slutade på 1920-talet. Från den tiden existerar bara arbetarkasernen, en gulputsad tegelbyggnad i starkt förfall. Intill huset står en av kommunens största ekar. På platsen för tegelbruket ligger idag Lövsta båtklubb, vars område dock inte ingår i reservatet.

## Bilder

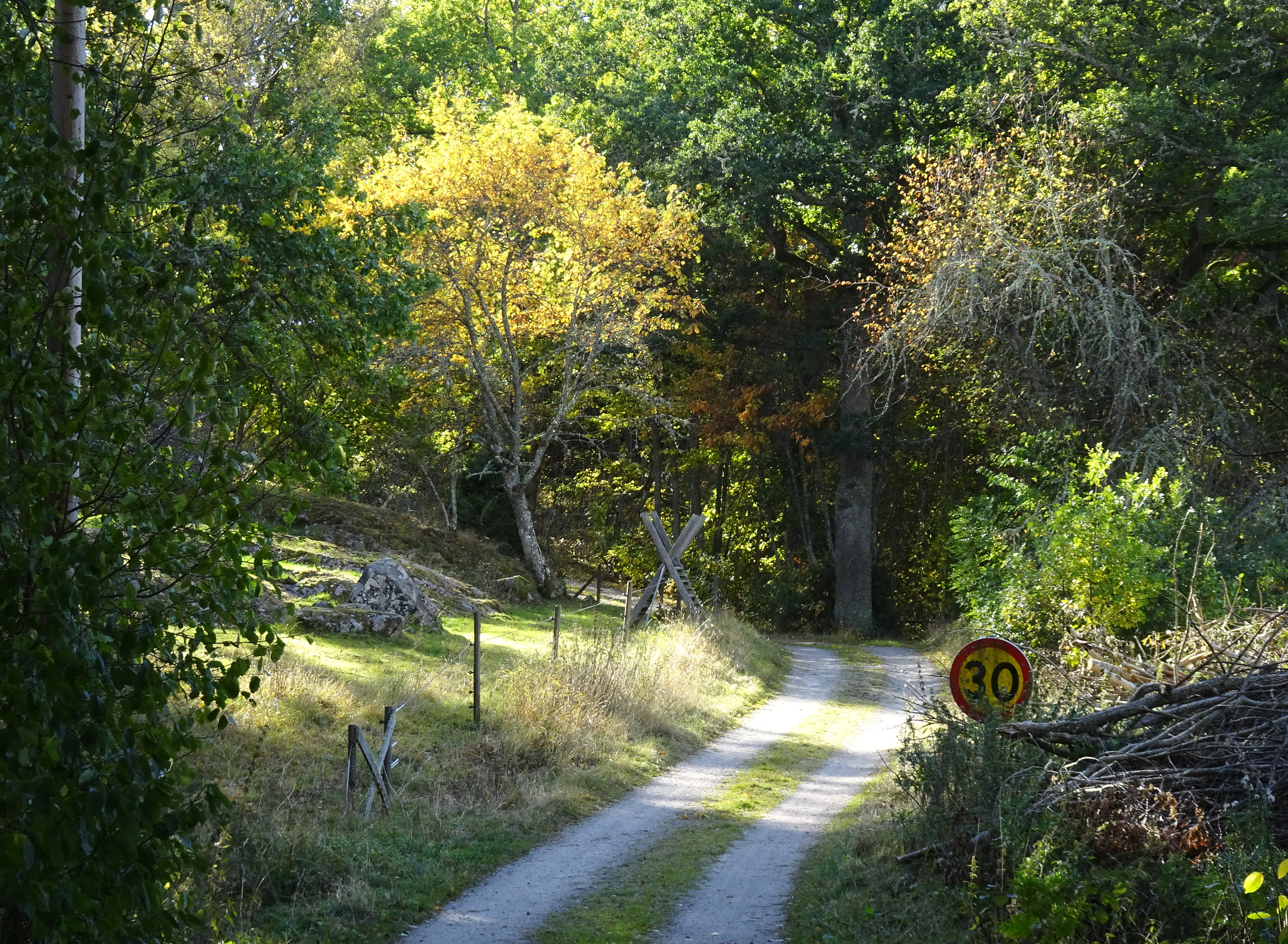
Vägen in mot Parkudden från söder
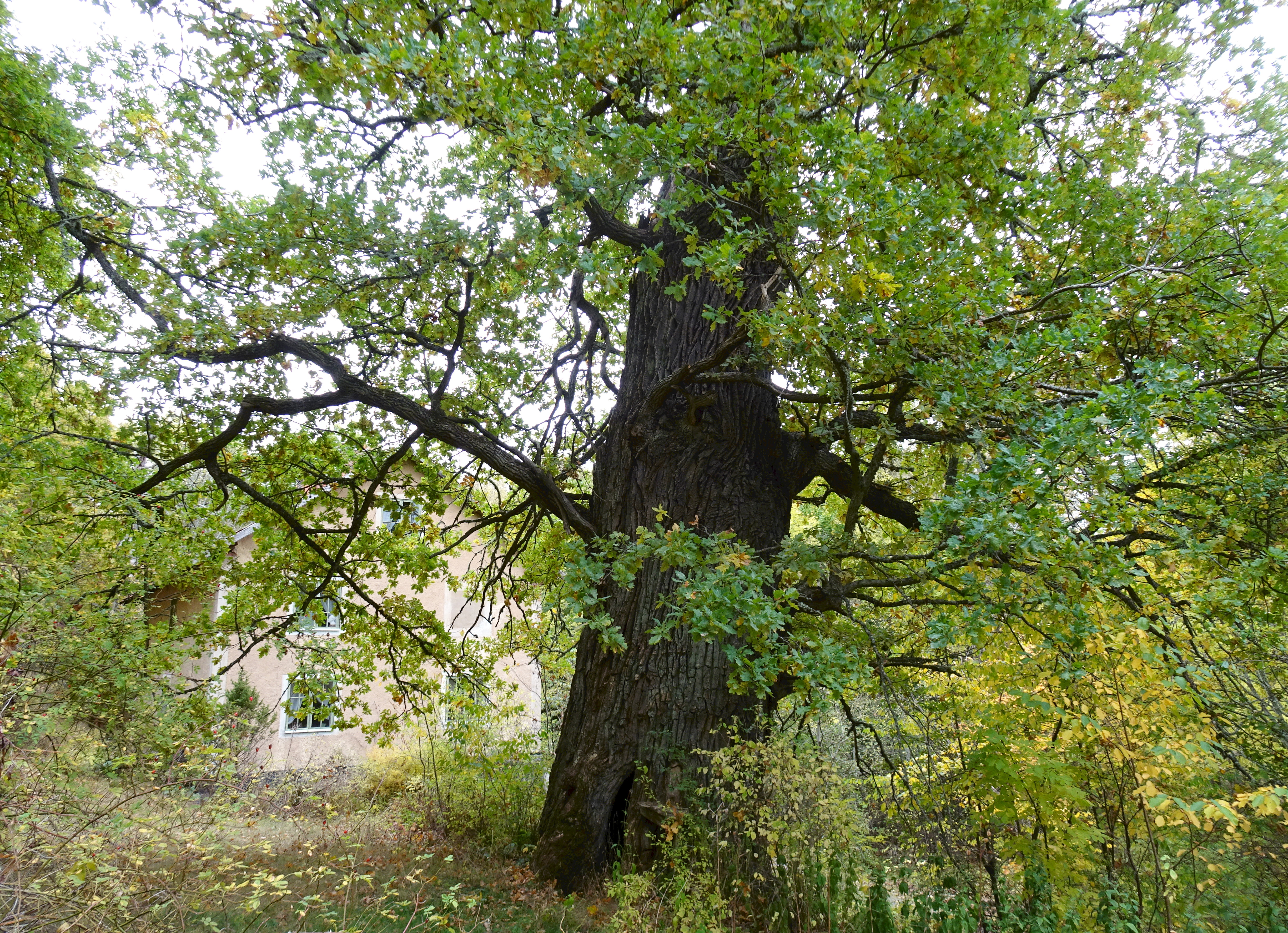
En av Södertäljes grövsta ekar står vid Lövsta tegelbruks arbetarkasern
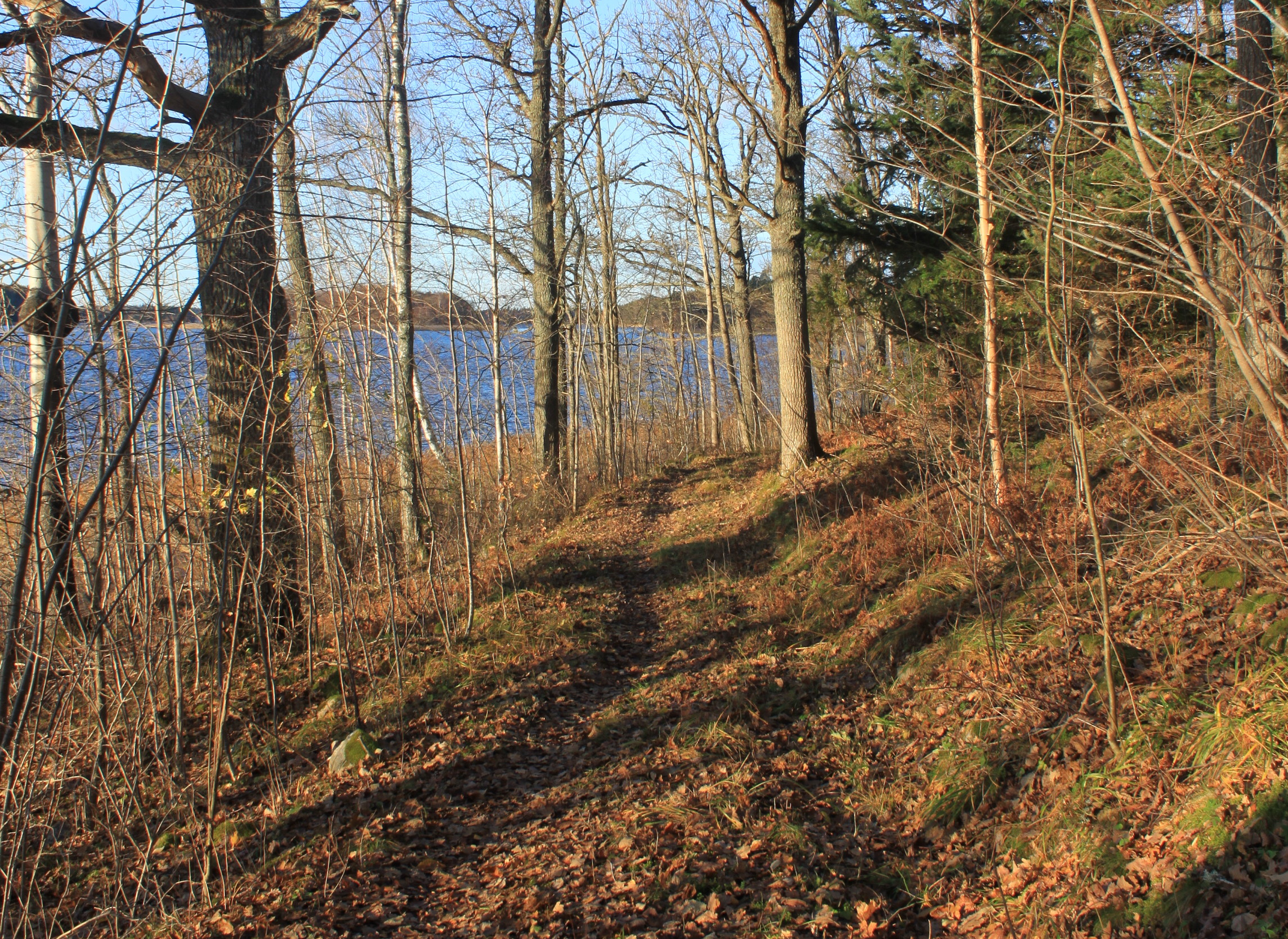
Promenadstig vid Mälaren på västra sidan

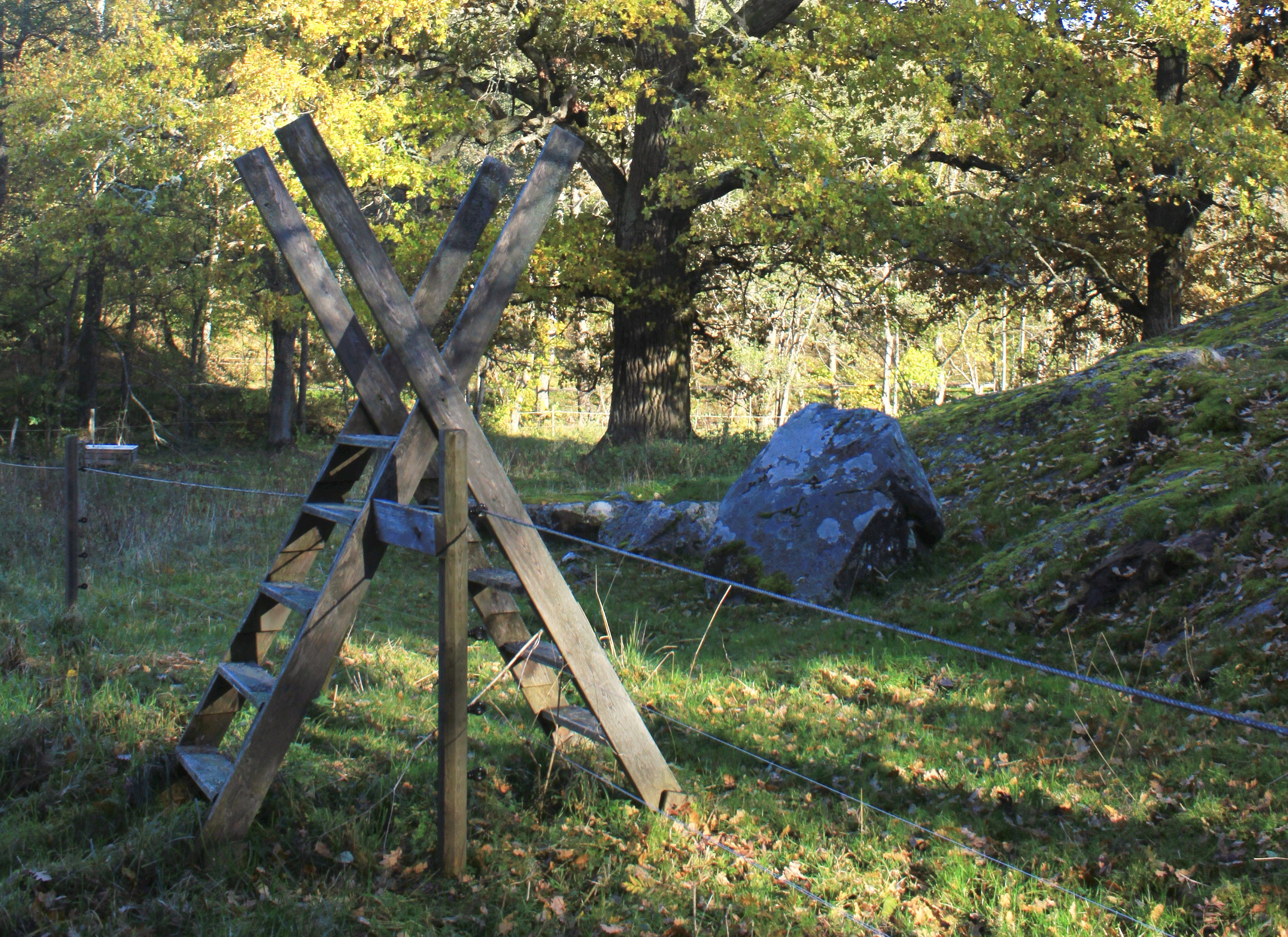
Stängselövergång
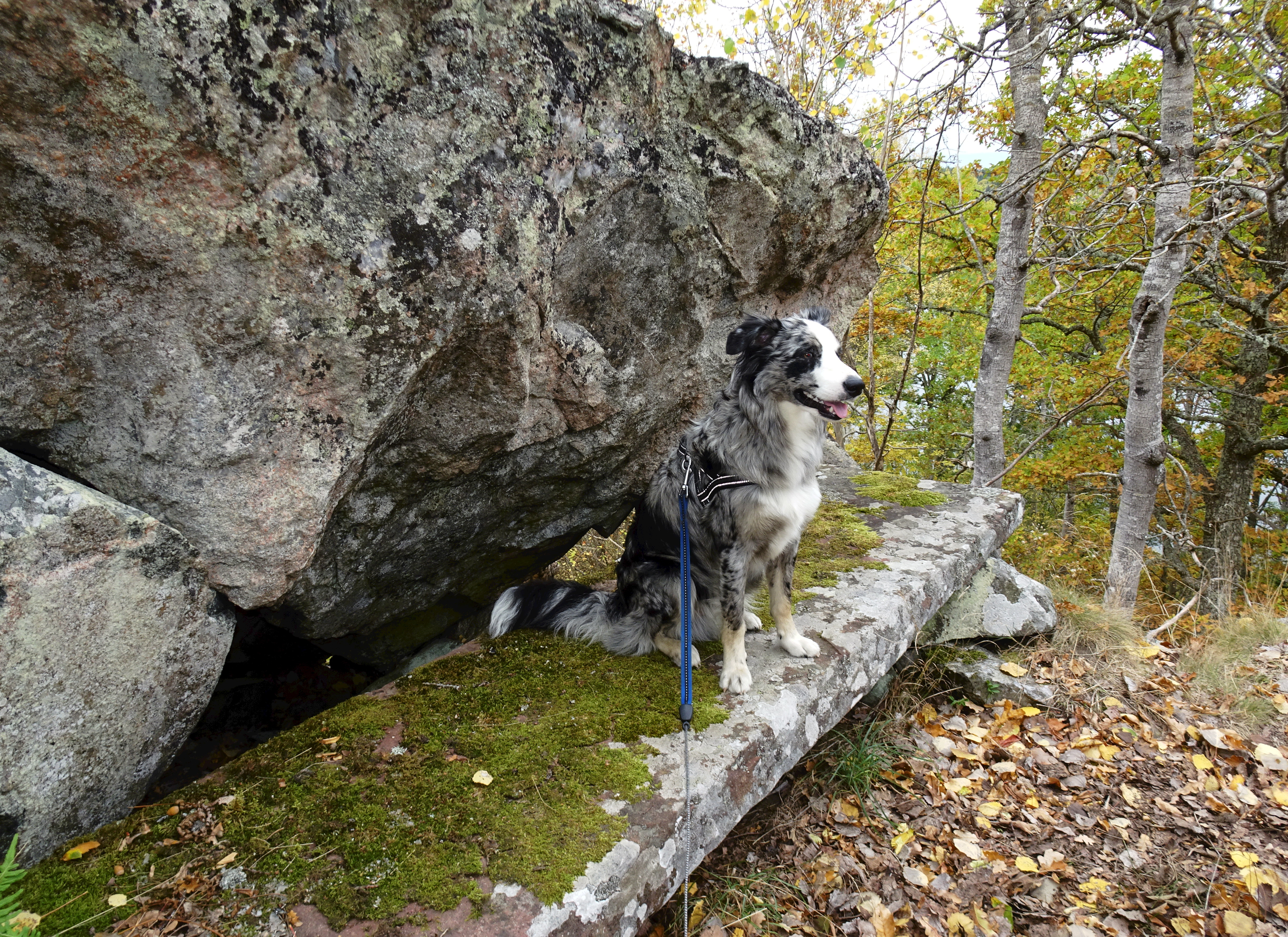
Stensoffan
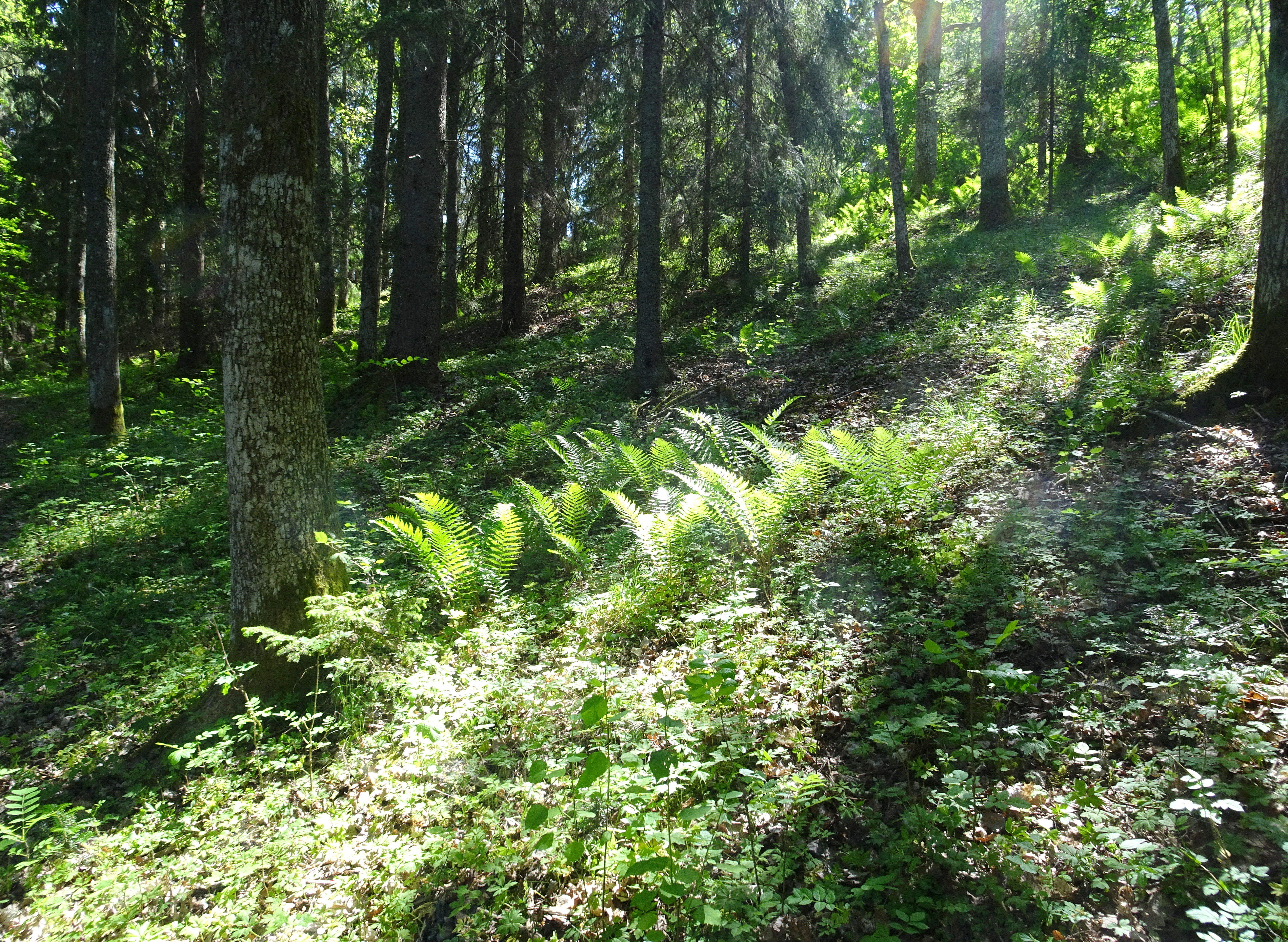
Naturen på norra sidan